# Charlie Mariano
Pour les articles homonymes, voir Mariano.
Charlie Mariano (né le 12 novembre 1923 à Boston, mort le 16 juin 2009 à Cologne) est un saxophoniste américain de jazz qui joue aussi de la musique indienne avec le nâgasvaram, notamment.

## Biographie
Il a joué du jazz bebop avec les Stan Kenton big-bands, Toshiko Akiyoshi (sa femme d'alors), Charles Mingus puis de la fusion avec Embryo, Eberhard Weber's Colours, Pork Pie (avec Philip Catherine), et le United Jazz and Rock Ensemble. Il a aussi joué avec le Pierre Moerlen's Gong en 1980 sur deux albums, Leave It Open et Pierre Moerlen's Gong Live.
Après avoir vécu au Japon et voyagé en Inde et en Europe, il a vécu les dernières années de sa vie à Cologne avec sa femme et ses six filles dont Monday Michiru.

## Discographie
- Embryo We keep on, 1973
- Pork Pie Transitory, 1974
- Embryo Surfin, 1975
- Embryo Bad Heads and Bad Cats , 1976
- Embryo Live, 1977
- Eberhard Webers' "Yellow fields 1975" Colours, 1975 & Silent Feet, 1978
- Embryo + Ch. Mariano+ Karnataka Collage of Percussion Life, 1980
- André Jaumes & Charlie Mariano Abbaye de l'épau, 1990
- Lica Cecato pele, 1996
- Charlie Mariano Bangalore, 1998
- Ivan Paduart True stories, 2000
- Theo Jörgensmann Fellowship, 2005
- Charlie Mariano & Dieter Ilg Due, 2005

Pierre Moerlen's Gong
- Leave It Open 1980
- Pierre Moerlen's Gong Live 1980

Rabih Abou-Khalil 
- Between Dusk And Dawn 1986
- Blue Camel May 1992
- The Sultan's Picnic March 1994

Hinze, Chris
- Charlie Mariano with the Chris Hinze Combination July 1971
- Charlie Mariano & Chris Hinze: Blue Stone July 1971
- The Parcival Live Concert July 1976
- Meditation And Mantras Vol. 2 1987
- Seas Of Innocence June 1988
- Inner Reflections 1989
- Ambient Opera Ibiza Remix released 2004

Karnataka College of Percussion
- Charlie Mariano and The Karnataka College of Percussion: Jyothi February 1983
- Charlie Mariano and The Karnataka College of Percussion: Live February 1989
- Charlie Mariano: Charlie Mariano's Bangalore 1998
- WDR Big Band Köln ~ Charlie Mariano ~ KCP ~ Mike Herting: Sketches Of Bangalore 2000
- KCP 5 feat. Charlie Mariano: Many Ways December 2005

Kriegel, Volker
- United Jazz + Rock Ensemble: Live im Schützenhaus January 1977
- United Jazz + Rock Ensemble: Teamwork January 1978
- United Jazz + Rock Ensemble: The Break Even Point April 1979
- Volker Kriegel & Mild Maniac Orchestra: Long Distance May 1979
- United Jazz + Rock Ensemble: Live in Berlin October 1981
- United Jazz + Rock Ensemble: United Live Opus Sechs June/July 1984
- United Jazz + Rock Ensemble: Round Seven February 1987